# 대니얼 에릭 골드
대니얼 에릭 골드(영어: Daniel Eric Gold, 1975년 9월 19일 ~ )는 미국의 배우이다. 로스앤젤레스에서 태어났다.

## 영화
- 이지 리빙 (2017년)
- 해커 (2015년)
- 카페 (2011년) - 토드 역
- 라스트 나잇 (2010년) - 앤디 역
- 테이킹 우드스탁 (2009년)
- 버드 오브 아메리카 (2008년)
- 스파이닝 인투 버터 (2007년)
- 나의 특별한 사랑 이야기 (2007년) - 찰리 역
- 찰리 윌슨의 전쟁 (2007년)
- 어글리 베티 (2006년)
- 우주 전쟁 (2005년)
- 법과 질서 (1990년)